# Дзёля-Сунаёль
Дзёля-Сунаёль — река в России, протекает по Республике Коми. Устье реки находится в 49 км по правому берегу реки Исакова. Длина реки составляет 16 км.

## Этимология гидронима
Названия рек Дзёля-Сунаёль, Шер-Сунаёль и Ыджыд-Сунаёль происходят из языка коми. В нём Дзёля—Шер—Ыджыд означают соответственно «большой»—"средний"—"малый", Ёль— «ручей». Суна происходит либо от слова шуна в значении «тепловатый», либо (что более вероятно) от сына, где сын означает рыбу язь, -а — суффикс. И означает «большой язевый ручей».

## Данные водного реестра
По данным государственного водного реестра России относится к Двинско-Печорскому бассейновому округу, водохозяйственный участок реки — Печора от водомерного поста у посёлка Шердино до впадения реки Уса, речной подбассейн реки — бассейны притоков Печоры до впадения Усы. Речной бассейн реки — Печора.
Код объекта в государственном водном реестре — 03050100212103000064310.